# Colognac
Colognac ist ein Ort und eine aus mehreren Weilern und Einzelgehöften bestehende Gemeinde mit 202 Einwohnern (Stand 1. Januar 2022) im südfranzösischen Département Gard.

## Lage
Anglès liegt ca. 28 km (Fahrtstrecke) nordwestlich der Kantonshauptstadt Quissac in den südlichen Ausläufern der Cevennen in einer Höhe von ca. 590 m ü. d. M. Nächstgelegene Großstadt ist Montpellier (ca. 65 km südlich). Das Klima ist gemäßigt; Regen fällt verteilt über das ganze Jahr.

## Bevölkerungsentwicklung
| Jahr      | 1800 | 1851 | 1901 | 1954 | 1999 | 2014 |
| Einwohner | 611  | 604  | 402  | 173  | 169  | 186  |

Der kontinuierliche Rückgang der Einwohnerzahlen seit der Mitte des 19. Jahrhunderts ist im Wesentlichen auf die Mechanisierung der Landwirtschaft und den damit einhergehenden Verlust an Arbeitsplätzen zurückzuführen.

## Wirtschaft
Die Bewohner der Gemeinde lebten jahrhundertelang als Selbstversorger von Ackerbau und Viehzucht (Schafe, Ziegen). Heute sind die Forstwirtschaft und der Tourismus von Bedeutung.

## Geschichte
Der Ort wird erstmals um das Jahr 1560, d. h. zu Beginn der religiös motivierten Auseinandersetzungen zwischen Katholiken und Protestanten (Hugenottenkriege), erwähnt. Möglicherweise war er ein Fluchtort einer Gruppe von Protestanten, die sich in die vermeintliche Sicherheit der Bergregionen zurückgezogen hatten.

## Sehenswürdigkeiten
- Die protestantische Kirche (temple) des Ortes entstand im 16. Jahrhundert; sie wurde jedoch nach der Aufhebung des Edikts von Nantes (1598) durch das Edikt von Fontainebleau (1685) den Katholiken übergeben. Im Jahr 1791 wurde sie in einen „Tempel der Vernunft“ umgewandelt und nur wenige Jahre später (1794) dem Kult des höchsten Wesens zugeführt. Nach dem Ende der Revolutionszeit wurde sie wieder als protestantische Kirche genutzt, denn von den insgesamt ca. 600 Einwohnern waren nur noch 25 Katholiken.
- Die aus Bruchsteinen gemauerte Wassermühle Moulin de la Mouleyrette am Bach Coulègne wird urkundlich erstmals im 17. Jahrhundert erwähnt, doch dürften ihre Ursprünge im Mittelalter liegen. Um das Jahr 1900 wurde sie stillgelegt und war stark verfallen als in den Jahren 1998 (Brücke) bzw. 2002 (Mühle) umfangreiche Restaurierungsmaßnahmen begannen.[4]